# Anualidad (Antigua Roma)
La anualidad era uno de los principios de funcionamiento de las magistraturas romanas ordinadarias, -todas excepto el Dictador-, que consistía en que el establecimiento de un límite de tiempo concreto en su ejercicio. Así, los cónsules, los pretores, los ediles curules, los ediles, los cuestores, y los tribunos de la plebe eran elegidos por un año. Por su parte, los censores eran elegidos cada cinco años, pero solo ejercían el cargo durante 18 meses. Por último, el Dictador era elegido por seis meses.  
Las magistraturas ordianrias cum imperium -cónsules y pretores- podían ver prorrogado el tiempo de mandato en circunstancias extraordinarías, aunque en este caso se le denominadab promagistrados -procónsules o propetores- y, de todas formas, se procedía a elegir nuevos magistrados ordinarios.  
- Datos: Q5700602